# エルブロンク郡
エルブロンク郡（ポーランド語:powiat elbląski、英語:Elbląg County）は、北ポーランドのヴァルミア＝マズールィ県にある地方自治体。1998年の地方行政区画再編の結果、1999年1月1日に誕生した。郡都で最大の都市はエルブロンクであるが、郡の一部ではない。この郡には3つの都市が存在する。パスウェンクはエルブロンクの東18kmにある。トルクミツコはエルブロンクの北27kmにある。ムウィナリはエルブロンクの北東24kmにある。
郡は1,430.55km2の面積がある。2006年の統計で、郡全体の人口が56,412人である。

## 近隣の郡
北東部はブラニェヴォ郡、東部はリズバルク郡、南東部はオストルダ郡、南西部はシュトゥム郡、西部はマルボルク郡、ノビ・ドブル・グダンスキ郡、北西部はヴィストゥラ潟と接している。

## 下位自治体
郡は9つの下位自治体に分割される。（3つの町、6つの村）なお、人口順に並べてある。
| 名称                               | 種類 | 面積（km2） | 人口（2006年） | 中心地                     |
| ---------------------------------- | ---- | ----------- | -------------- | -------------------------- |
| グミナ・パスウェンク               | 町   | 264.4       | 19,323         | パスウェンク               |
| グミナ・トルクミツコ               | 町   | 225.3       | 6,670          | トルクミツコ               |
| グミナ・エルブロンク               | 村   | 192.1       | 6,462          | エルブロンク *             |
| グミナ・グロノボ・エルブロンスキエ | 村   | 89.2        | 4,875          | グロノボ・エルブロンスキエ |
| グミナ・ムウィナリ                 | 町   | 157.1       | 4,593          | ムウィナリ                 |
| グミナ・マルクシ                   | 村   | 108.6       | 4,103          | マルクシ                   |
| グミナ・リフリキ                   | 村   | 131.7       | 4,087          | リフリキ                   |
| グミナ・ゴトコボ                   | 村   | 166.7       | 3,320          | ゴトコボ                   |
| グミナ・ミレイェボ                 | 村   | 95.6        | 2,979          | ミレイェボ                 |
| * グミナの一部ではない             |      |             |                |                            |